# Dr.-Wilhelm-Polthier-Oberschule
Die Dr.-Wilhelm-Polthier-Oberschule ist eine nach Wilhelm Polthier benannte Oberschule in Wittstock/Dosse, die bis 1990 eine allgemeinbildende Polytechnische Oberschule war.
Die Schule liegt in der Polthierstraße 19 in Wittstock. Sie ist eine Oberschule mit dem Status 1. Unterrichtet werden die Klassenstufen 7–10. Zudem gibt es einen Förderverein der Schule.

## Geschichte
Das Schulgebäude wurde ab 1981 als Plattenbau nach dem Typ Erfurt errichtet. Bereits ein Jahr später wurde die Polytechnische Oberschule (POS) als „Karl-Liebknecht-Oberschule“ eröffnet. Es bestanden zwei Züge mit insgesamt 20 Klassen. Im Wege der Schulumstrukturierung wurde aus der POS zum 1. August 1991 die „Gesamtschule Wittstock“. In den nächsten Jahren wurden aus zwei Zügen vier. Zum Schuljahr 1999/2000 wurde die Schule nach dem Historiker Wilhelm Polthier benannt, der 1892 in Wittstock/Dosse geboren wurde. Zum Schuljahr 2005/06 erhielt die Schule durch Umstrukturierung zur Oberschule ihren heutigen Namen. Seit 2010 wird die Oberschule zur Ganztagsschule ausgebaut.
Nach 26 Jahren als Schulleiterin ging Eva-Maria Vanimo 2022 in den Ruhestand und wurde durch Laura Sandor ersetzt. In den letzten Jahren kämpft die Schule mit Lehrermangel.

## Angebote
Über die Förderung Initiative Sekundarstufe I (INISEK) finden jährlich Berufsorientierungstage und Praxishilfen statt. Seit 1993 gibt es einen Förderverein, der schulinterne Projekte fördert.
Seit 2017 besteht eine Schulpartnerschaft mit dem Lyzeum Sebeș in Rumänien. Daraus sind gemeinsame Theaterprojekte und Vortragsreihen entstanden.

## Abschluss
Mit Versetzung in die Klasse 10 kann die Berufsbildungsreife erworben werden. Am Ende Klasse 10 kann die Erweiterte Berufsbildungsreife oder die Fachoberschulreife mit Berechtigung zum Besuch der Gymnasialen Oberstufe erworben werden.